# Ульдамур
Ульдамур (зустрічаються також версії Олдамур, Алдемір, вочевидь так само похідні від імені Володимир, можливо прийнятим при хрещенні) — половецький хан кінця XIII сторіччя.
Очолював повстання половців проти влади Ласло IV Куна. Після поразки в битві на озері Ход (1282) від втік до Золотої Орди.
Загинув за невідомих обставин. Похований біля селища Таганча.